# Herrerías
Herrerías is een gemeente in de Spaanse provincie en regio Cantabrië met een oppervlakte van 40,34 km². Herrerías telt 641 inwoners (1 januari 2016).

## Demografische ontwikkeling
Bron: INE, 1857-2011: volkstellingen